# بروس ماركس
بروس ماركس (بالإنجليزية: Bruce Marks)‏ هو سياسي أمريكي، ولد في 14 مارس 1957 في كلاركسبورغ في الولايات المتحدة. حزبياً، نشط في الحزب الجمهوري. وقد انتخب عضو مجلس ولاية بنسيلفانيا.